# Agneziidae
Agneziidae zijn een familie van zakpijpen uit de orde van de Phlebobranchia.

## Geslachten
- Adagnesia Kott, 1963
- Agnezia Monniot C. & Monniot F., 1991
- Caenagnesia Ärnbäck-Christie-Linde, 1938
- Proagnesia Millar, 1955
- Pterygascidia Sluiter, 1904

### Synoniemen
- Ciallusia Van Name, 1918 => Pterygascidia Sluiter, 1904